# Blapida okeni
Blapida okeni é um inseto da ordem Coleoptera e da família Tenebrionidae, subfamília Stenochiinae; um besouro cujo habitat são as florestas tropicais e campos do Brasil, sendo relativamente comum.[carece de fontes?] A espécie, descrita por Perty em 1830, apresenta élitros de coloração negra brilhante, quase lisos, com impressões grandes, numerosas e irregulares, e com listras impressas e mal marcadas em sua superfície. Existe um par terminal de projeções, como espinhos, na parte de trás, em ambos os lados. Esta espécie pode ser encontrada na árvore Fabaceae denominada bracatinga (Mimosa scabrella).

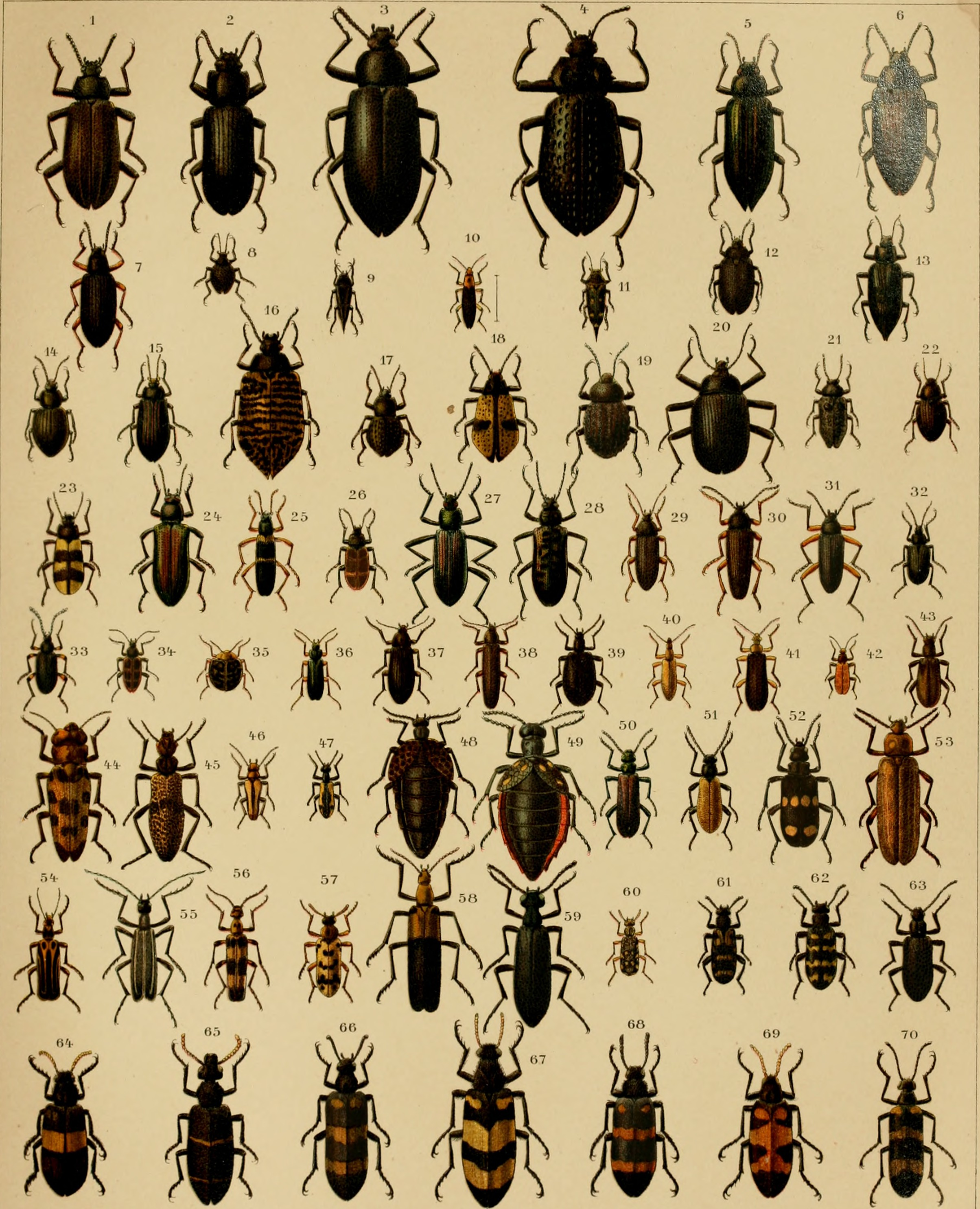
B. okeni é a ilustração de número 13, em ordem de leitura, contida na página 390 do livro Die exotischen Käfer in Wort und Bild (1908).